# Испанский адопционизм
Испанский адопционизм (от лат. adoptio — «усыновлять») — христианское богословское течение, существовавшее в VIII—IX веках на Пиренейском полуострове. В II—III веках уже существовали различные антитринитарные учения, среди которых был и адопционизм, отрицавший божественную сущность Иисуса Христа. Данное учение было осуждено христианской церковью как ересь. В VIII веке в Испании архиепископ толедский Элипанд и епископ урхельский Феликс снова подняли вопрос о двойственной природе Богочеловека, утверждая, что лишь по своей божественной природе Христос есть истинный Бог, по своей же человеческой природе он лишь усыновлен Богом. Этой человеческой природе адопционисты отказывали во многих божественных свойствах, особенно во всезнании, продолжая учение агноитов.
Элипанд, живший в землях, подвластных арабам, мог беспрепятственно проповедовать своё учение и усиливать свою партию. Но когда Феликс стал распространять адопционизм во владениях Карла Великого, то набирающая силу секта немедленно привлекла внимание Карла. Созванный в 788 году собор в Нарбонне не привёл ни к какому результату; в 792 году Феликс был приглашён на синод в Регенсбург, отказался от своего учения, признанного присутствующими продолжением несторианской ереси, и подтвердил своё отречение в Риме перед папой Адрианом. Но возвратившись в Урхель, Феликс вернулся к своим прежним воззрениям. Тогда в 794 году от Карла Великого ему было послано убедительное возражение и приглашение на собор в Франкфурт. Феликc не явился, и его учение было осуждено. Он возражал; ему отвечал Алкуин. Лионский епископ Лейдрад уговорил Феликса приехать в 799 году в Аахен на синод, где Алкуин, после длинного спора, снова убедил его отречься. После того Феликс жил в Лионе до своей смерти в 818 году, под надзором епископа.

## История

### Возникновение
Возникновение адопционизма в Испании связано с именами Элипанда (717—808), архиепископа, находящегося под властью мавров Толедо, и Феликса (ум. 818), епископа Урхеля, принадлежащего Испанской марке государства Карла Великого. С середины VIII века, после разрушения Таррагоны, епархия Урхеля находились в подчинении Нарбонны. Элипанд и Феликс были известны своей учёностью; среди их сторонников также называют епископа Аскария и астурийского аббата Фиделия (лат. Fidelis). Их также называют «кордовскими братьями». Истоки учения предположительно восходят к борьбе Элипанда с Мигецием (лат. Migetius), который отрицал отличие между Словом и Христом, полагая, что второй участник Троицы не существовал до воплощения. Пытаясь пролить свет на таинство воплощения, архиепископ Толедский допустил различие между истинным и «приёмным» сыном Божьим. Впервые эта точка зрения была выражена в его написанном ранее 782 года письме к Мигецию, хотя существуют указания на то, что источником ереси мог быть и Феликс. Вероятно, эти епископы были друзьями.
Однако новое учение немедленно встретило сопротивление в самой Астурии. Из гневного письма Элипанда к Фиделию от октября 785 года известно, что одними из первых теологов с резкой критикой выступил аббат Беат Лиебанский (ок. 730 — после 798), его ученик епископ Этерий Осмийский и некий известный только по имени Феликс. На это письмо Этерий и Беат вскоре дали ответ, написав в следующем году сочинение в двух частях «Книга против Элипанда, или Об усыновлении Христа, Сына Божия» (лат. Liber adversus Elipandum, sive de adoptione Christi Filii Dei). Это сочинение до нашего времени целиком не сохранилось. По сообщению хрониста Эйнхарда от 792 года, встретив сопротивление своей трактовке Священного Писания, Элипанд обратился к учёному епископу Урхеля с просьбой сообщить своё мнение об истинности сыновства Иисуса Христа. В ответ епископ Феликс сообщил, что по его мнению Иисус был не более, чем приёмным сыном Божьим. Получив такое подтверждение своей теории, Элипанд стал распространять её в Астурии и Галисии, а Феликс по другую сторону Пиренеев, в Септимании.

### Реакция Рима
Папа Адриан I (772—795) вскоре узнал о происходящем и в 785 году направил в Испанию вероучительное письмо, в котором, помимо прочего, осудил заблуждения Элипанда и Аскария. Возможно даже, он направил его непосредственно Карлу Великому, от которого он добивался созыва сбора в Нарбонне в 788 году. Однако вряд ли этот собор, деяния которого подписаны в том числе Феликсом Урхельским, принимал какие-либо решения против адопционистов. Первое соборное осуждение адопционистов состоялось на созванном императором в 792 году соборе в Ратисбонне, в котором приняло участие большое число епископов из Германии и Италии. Хотя его деяния и утрачены, сохранившиеся документы подтверждают, что Феликс Урхельсий на этом соборе был изобличён и торжественно письменно отрёкся от своих заблуждений. Вслед за этим Феликс был направлен императором к папе, что подтверждает суровость назначенных ему наказаний за предшествующие прегрешения. Папа Лев III (795—813) постановил на римском соборе 799 года задержать под стражей еретического епископа до нового официального отречения от своих прежних слов и последующего прощения. По его словам, Феликс должен был содержаться в заключении пока не анафематствует доктрину о приёмности сына Божьего. Удовлетворив таким образом требованиям отцам Ратисбонна и папы, Феликс смог вернуться в Урхель. Однако там, судя по всему под влиянием Элиспанда, он вернулся к своему прежнему мнению. И, не считая себя более в безопасности в королевстве франков, он от правился к сарацинам к архиепископу в Толедо.

### Вмешательство Карла Великого
В это время в страну франков по желанию Карла Великого прибыл и начал полемическую борьбу с адопционизмом Алкуин (735—804). Его первое письмо, отличающееся учёностью по форме и содержанию, было адресовано Феликсу с целью прекратить схизму и примирить его с католической церковью. Это письмо датируется 793 годом и, вероятно, до его прибытия к адресату, воодушевлённые Элипандом испанские епископы направили в свою очередь два послания. В одном из них, более коротком и адресованном Карлу Великому, содержались призывы против Беата Лиебанского, требования монаршей милости к адопционистам и вмешательству в деле об отставке урхельского епископа. Другое письмо, столь же враждебное к Беату и Этерию, было направлено епископам Галлии, Аквитании и Австразии, и сдержало умело составленное основанное на Библии и трудах отцов Церкви доказательство адопционизма. В нём содержалось требование к епископам не выносить поспешного решения и, если у них есть другое мнение, сообщить его письменно.
Когда Карл узнал об этих событиях, он решил обратиться за советом к папе. Примерно в то же время, в начале лета 794 года он созвал собор во Франкфурте. Во многих хрониках, подчёркивая важность этого собрания, называют его лат. synodus universalis, то есть вселенским собором. По свидетельству Эйнхарда, «король собрал по вопросу ереси Феликса собор епископов всех провинций своей империи». На соборе также присутствовали папские легаты Феофилакт и Стефан. Феликс был приглашён на собор вместе с остальными испанскими епископами, однако не явился.

### Внутрицерковная борьба
Получив письмо Элипанда, король попросил собравшихся епископов дать оценку этому посланию. В ходе собора епископы разделились на две группы. Одна из них, состоявшая из возглавляемых аквилейским патриархом Павлином II итальянские епископов, подготовила ответ в форме трактата Libellus sacrosyllabus. Другая группа, в которую вошли епископы Германии, Галлии и Аквитании, ответили синодальным письмом епископам и правоверным христианам Испании. Эти документы содержали суровую критику новой ереси, однако не содержали угрозы отлучения от церкви. Собор утвердил эти документы и завершился принятием решений, в начале которых в специальной формуле было произнесено осуждение главы ереси. Карл был ещё во Франкфурте, когда наконец получил запрошенные у Адриана I пояснения. Не известно, были ли они результатом обсуждений на состоявшемся в Риме в том же году соборе. В своём послании глава церкви, опираясь на авторитет латинских и греческих отцов Церкви, опровергал испанские заблуждения. В конце письма папа призывал епископов вернуться к вере церкви, в противном случае он их объявлял раскольниками и отлучёнными велением апостола Петра. Король переслал в Испанию послание папы и документы, подготовленные Франкфуртским собором, а также собственное письмо, в котором просил не ставить собственные умозаключения выше мнения церкви.
Два года спустя Павлин Аквилейский собрал собор в Фриули и вновь осудил адопционизм. Тем временем Алкуин написал и распространил среди священников Лангедока полемический трактат Adversus Felicis haeresin libelus. В ответ на это несколько месяцев спустя Феликс написал на имя Карла Великого письмо в выражениях, которые скандализировали всю церковь. Этот документ сохранился только в отрывках, из которых видно, что Феликс вернулся к своим прежним взглядам. Король переслал этот документ папе Льву III и епископам Павлину Аквилейскому, Рихбоду Трирскому и Теодульфу Орлеанскому. Затем Алкуин написал трактат в семи книгах против Феликса Contra Felicem Urgellitanum episcopum libri VII, а Павлин Аквилейский в трёх Contra Felicem Urgellitanum episcopum libri III. В 799 году папа собрал в Риме собор против адопционистов. На нём было констатировано, что несмотря на ранее принятые меры по увещеванию, Феликс написал полное оскорблений письмо против Алкуина. В результате Феликс был торжественно анафематствован с условием, что он будет прощён, если откажется от своих заблуждений.

### Прекращение раскола
С целью переубедить Феликса и его испанских сторонников, Карл отправил в Лангедок епископов Лейдрада Лионского, Нибридия Нарбоннского и монаха Бенедикта Анианского. Они встретились с Феликсом в Урхеле и убедили его предстать перед королём. В результате, на соборе в Аахене осенью 799 года, произошло его воссоединение с церковью. Об этом соборе сохранились воспоминания Феликса и Алкуина. Согласно им, Феликс имел возможность в течение шести дней свободно вести диспут, в конце которого он дал обещание следовать католической вере. Король, учитывая предшествующий опыт, не позволил ему вернуться в свою епархию пока Феликс не подписал письменное обращение к своей пастве с отказом от адопционизма..
В это время Элипанд, который ещё не знал об обращении Феликса, написал тому письмо с призывами сохранять стойкость перед лицом гонителей. Узнав об этом, Алкуин написал 80-летнему епископу вежливое письмо, в котором указал ему на его заблуждения, на что получил ответ полный язвительности и упрёков. Узнал, что король отправляет в Испанию вторичное посольство в прежнем составе, Алкуин написал в качестве ответа на второе письмо Элипанда трактат в четырёх книгах. Его должны были в дороге прочесть епископы в качестве подготовки к спору с епископом Толедо. Эта миссия была настолько успешна, что в 800 году Алкуин сообщал епископу Арно Зальцбургскому о возвращении в лоно церкви не менее 20 000 священнослужителей и мирян.
В конце концов, Элипанд своих убеждений не изменил и так и умер не раскаявшимся в 808 году. Разжалованный в монахи Феликс больше не высказывал адопционистских идей и, посещая Алкуина в монастыре святого Мартина в Туре, произвёл на того впечатление человека, искренне вернувшегося к католичеству. Когда в 818 году епископ Агобард разбирал бумаги покойного Феликса в поисках материалов для своего трактата об адопционистах, впоследствии представленного императору Людовику Благочестивому, он не смог найти ничего на эту тему. Таким образом, в эту эпоху адопционизм полностью исчез.

## Учение
Основные положения учения испанских адопционистов сводились к тому, что Иисус Христос не являлся истинным и природным Сыном Божьим, каковым является Логос. При этом, не являясь истинным Сыном, Иисус является сыном приёмным (лат. filus adoptivus), номинальным и его сыновство следует понимать в метафорическом смысле. Адопционисты полагали, что божественная природа свойственна Логосу, тогда как у человека она присоединяется и принимается. Они доказывали так же, что поскольку человечность Христа была принята Богом-Словом, Христос это приёмный Сын Божий по человечности, тогда как по своей божественности он истинный и природный Сын. Далее, они уточняли, что если по своей божественности Христос истинный Сын, то по человечности он Сын только по благодати и только по свободному желанию Бога.
С момента своего возникновения адепты нового течения были озабочены доказательством соответствия своего учения постановлениям IV Вселенского собора (451) и опровержением упрёков в склонности к осуждённому III вселенским собором (431) несторианству. Следствием теории о том, что в едином Спасителе сочетались раздельно два Сына, логически приводила к несторианскому ипостасному разделению во Христе. Появление несторианства, характерного для восточного христианства, в Испании позднейшие историки прослеживали через завоевателей-арабов, в частности сирийца Бали ибн Бишр, захватившего власть в Андалусии в 742 году.

## Историография
Благодаря тому уникальному обстоятельству, что адопционизм неоднократно возникал в истории церкви (в VIII, XII и XIV веках, не считая течения динамических монархиан в древней церкви, также иногда называемых адопционистами), это течение интенсивно исследовалось. Для его первого возникновения сохранилось значительное количество первоисточников, к которым относятся труды, с одной стороны, Элипанда Толедского и Феликса Урхельского, а со стороны их противников Алкуина, Павлина Аквилейского и Агобарда Лионского. По поводу испанского адопционизма было проведено значительное количество поместных соборов, деяния которых также сохранились.
Первой серьёзной научной работой по данному вопросу считается вышедшая в 1755 году Historia adoptianorum немецкого богослова Христиана Валча. Впоследствии тот же автор включил исследование об адопционизме в IX том своего монументального одиннадцатитомного исследования о ересях. В XIX веке испанский адопционизм не становился предметом специального исследования, но достаточно подробно рассматривался с различных справочных и энциклопедических изданиях, а также популярных в это время обобщающих трудов по истории христианской веры — Йозефа Шване, Адольфа Гарнака и других.